# Angelo Schiavio
Angelo Schiavio (15. října 1905, Bologna, Italské království – 17. září 1990, Bologna, Itálie) byl italský fotbalový útočník a později i trenér rodného klubu Bologna.
Fotbalovou kariéru začal v klubu SG Fortitudo Bologna který hrál nižší soutěž. Poté nastupoval až do roku 1938, tedy 16 sezon jen za Rossoblù. První utkání odehrál 28. ledna 1923. S klubem vyhrál čtyři tituly (1924/25, 1928/29, 1935/36, 1936/37). V sezoně 1924/25 vstřelil 15 branek, což mu vyneslo místo v národním týmu. Byl to útočník výjimečné třídy a síly, obdařený smrtícím driblováním, i díky tomuhle si udržel působivý brankový průměr: v sezoně 1925/26 se dostal do finále Lega Nord a ve 23 zápasech skóroval 26krát. V sezoně 1928/29 vstřelil ve 29 zápasech 29 branek a v sezoně 1935/36 25 branek a napřesrok to bylo 28 branek. Jen jednou byl nejlepším střelcem ligy a to v sezoně 1931/32. Také na mezinárodním poli zářil. Dvakrát byl členem mužstva u vítězství o Středoevropský pohár (1932 a 1934).
V 348 ligových zápasech vstřelil 242 branek v klubu Bologna FC 1909 je absolutním rekordmanem v počtu vstřelených branek a čtvrtým v historii italské ligy, za Piolou, s 290 góly, Meazzou, s 267 góly, a Tottim, s 250 góly. Jeho výjimečný průměr gólů (0,69 na zápas) je rekordem mezi italskými fotbalisty, který se vyrovnal pouze Ceveninimu mezi hráči, kteří v Serii A nastříleli alespoň 100 gólů, a celkově druhý za Nordahlem (0,77 na zápas). S počtem utkání je devátým hráčem mezi rossoblù všech dob s 364 oficiálními záápasy.
Za italskou reprezentací prvně hrál 4. listopadu 1925. Byl mužstvu který na OH 1928 získali bronzovou medaili. Na turnaji vstřelil 4 branky (ve 4 zápasech). Také vyhrál MS 1934. Na šampionátu dal 4 branky, přičemž hned v úvodním zápase proti USA dosáhl hattricku. Ve finále proti Československu dal pak do sítě Františka Pláničky gól v nastaveném čase, který rozhodl o tom, že titul získali Italové. Celkem za národní tým odehrál 21 utkání a vstřelil 15 gólů.
Již v sezoně 1933/34 byl trenérem-hráčem Bologna. Ale vydržel jen sezonu. Ještě v roce 1946 se na chvíli objevil na lavičce. V padesátých letech se FIGC rozhodla využít jeho zkušenosti pro vedení reprezentace. V letech 1953 až 1958 byl povolán do technické komise.

## Hráčská statistika
| Sezóna  | Klub    | Liga      | Liga   | Liga | Ligové poháry | Ligové poháry | Ligové poháry | Kontinentální poháry | Kontinentální poháry | Kontinentální poháry | Celkem | Celkem |
| Sezóna  | Klub    | Soutěž    | Zápasy | Góly | Soutěž        | Zápasy        | Góly          | Soutěž               | Zápasy               | Góly                 | Zápasy | Góly   |
| ------- | ------- | --------- | ------ | ---- | ------------- | ------------- | ------------- | -------------------- | -------------------- | -------------------- | ------ | ------ |
| 1922/23 | Bologna | 1. divize | 11     | 6    | -             | 0             | 0             | -                    | 0                    | 0                    | 11     | 6      |
| 1923/24 | Bologna | 1. divize | 24     | 16   | -             | 0             | 0             | -                    | 0                    | 0                    | 24     | 16     |
| 1924/25 | Bologna | 1. divize | 27     | 15   | -             | 0             | 0             | -                    | 0                    | 0                    | 27     | 15     |
| 1925/26 | Bologna | 1. divize | 23     | 26   | -             | 0             | 0             | -                    | 0                    | 0                    | 23     | 26     |
| 1926/27 | Bologna | 1. divize | 25     | 15   | -             | 0             | 0             | -                    | 0                    | 0                    | 25     | 15     |
| 1927/28 | Bologna | 1. divize | 30     | 26   | -             | 0             | 0             | -                    | 0                    | 0                    | 30     | 26     |
| 1928/29 | Bologna | 1. divize | 29     | 29   | -             | 0             | 0             | -                    | 0                    | 0                    | 29     | 29     |
| 1929/30 | Bologna | Serie A   | 15     | 7    | -             | 0             | 0             | -                    | 0                    | 0                    | 15     | 7      |
| 1930/31 | Bologna | Serie A   | 21     | 16   | -             | 0             | 0             | -                    | 0                    | 0                    | 21     | 16     |
| 1931/32 | Bologna | Serie A   | 30     | 25   | -             | 0             | 0             | Stř.P                | 3                    | 1                    | 33     | 26     |
| 1932/33 | Bologna | Serie A   | 33     | 28   | -             | 0             | 0             | -                    | 0                    | 0                    | 33     | 28     |
| 1933/34 | Bologna | Serie A   | 19     | 9    | -             | 0             | 0             | Stř.P                | 6                    | 4                    | 25     | 13     |
| 1934/35 | Bologna | Serie A   | 27     | 13   | -             | 0             | 0             | -                    | 0                    | 0                    | 27     | 13     |
| 1935/36 | Bologna | Serie A   | 26     | 9    | IP            | 1             | 0             | Stř.P                | 1                    | 1                    | 28     | 10     |
| 1936/37 | Bologna | Serie A   | 2      | 2    | -             | 0             | 0             | Stř.P                | 2                    | 1                    | 4      | 3      |
| 1937/38 | Bologna | Serie A   | 6      | 0    | -             | 0             | 0             | -                    | 0                    | 0                    | 6      | 0      |
| Celkem  | Celkem  | Celkem    | 348    | 242  | -             | 1             | 0             | -                    | 12                   | 7                    | 361    | 249    |

## Hráčské úspěchy

### Klubové
- 4× vítěz italské ligy (1924/25, 1928/29, 1935/36, 1936/37)
- 2× vítěz středoevropského poháru (1932, 1934)

### Reprezentační
- 1x na OH (1928 - bronz)
- 1x na MS (1934 - zlato)
- 2x na MP (1927-1930 - zlato, 1933-1935 - zlato)

### Individuální
- 1x nejlepší střelec v lize (1931/32)
- v roce 2012 uveden do síně slávy Italského fotbalu.